# Нас не догонишь
«Нас не догонишь» (2007) — фильм режиссёра Ильи Шиловского. Премьера состоялась 31 мая 2007 года.

## Сюжет
Ещё вчера отец и сын — эмигранты из Америки, охранник женской колонии и с ним две беглые заключённые, студентка театрального института, миллионерша, сотрудник ФСБ, и не подозревали о существовании друг друга, а жизнь казалась им расписанной на долгие годы; но … в одночасье ни у кого из них не оказалось завтра…

## В ролях
- Михаил Филиппов — Марк
- Светлана Светикова — Ольга
- Алексей Нестеренко — Уэйн
- Наталья Егорова — Марышева
- Екатерина Вилкова — Насос
- Дмитрий Шевченко — Семён
- Константин Лавроненко — полковник Валиев
- Регина Мянник — Шерри
- Светлана Колпакова — Бизон
- Владимир Стержаков — генерал
- Евгения Серебренникова — Малина

## Сборы
- $100000; фильм посмотрело 11,3 тысячи зрителей[2].

## Фестивали и награды
Приз актрисе Екатерине Вилковой за лучшую женскую роль в картине «Нас не догонишь» на кинофестивале «Дух огня» (2007).